# Hajowe (obwód wołyński)
Hajowe (ukr. Гайове) – wieś na Ukrainie, w obwodzie wołyńskim, w rejonie łuckim, w hromadzie Kiwerce. W 2001 roku liczyła 486 mieszkańców.
Do 1946 roku miejscowość nosiła nazwę Przebraże (ukr. Пшебраже, Pszebraże), a w latach 1946-1964 – Preobrażenśke (ukr. Преображенське).
W latach 1943-44 wieś została ufortyfikowana przez polską miejscową i napływową ludność w obronie przed Ukraińską Powstańczą Armią.
Do 2020 w rejonie kiwereckim. 